# Flavi Esceví
Flavi Esceví (en llatí Flavius Scaevinus) va ser un senador romà del segle i.
Portava una vida dissoluta i va participar en la conspiració de Pisó contra l'emperador Neró l'any 65. Va ser precisament el seu llibert Milic el que va revelar la conspiració. Milic va ser liberalment recompensat per l'emperador i Esceví va morir executat.